# Pratt & Whitney R-2800 Double Wasp
Пратт энд Уитни Р-2800 Дабл Уосп (англ. Pratt & Whitney R-2800 Double Wasp; англ. double — двойной, англ. wasp — оса) — авиационный радиальный двухрядный поршневой двигатель воздушного охлаждения с 18 (2x9) цилиндрами производства компании «Пратт энд Уитни». Обозначение «R-2800» в маркировке означает «радиальный двигатель объёмом 2800 кубических дюймов», что соответствует объёму в 45,9 литров. Первый полёт самолёта с двигателем из этой серии состоялся в 1939 году. Серия «Р-2800 Дабл Уосп» была снята с производства в 1960 году. Всего было произведено 125 334 шт. разных модификаций двигателей «Р-2800 Дабл Уосп».
«Р-2800 Дабл Уосп» был основным авиационным двигателем англо-американских военно-воздушных сил во Второй мировой войне. Этим двигателем были оснащены такие истребители, как Republic P-47 Thunderbolt, Chance Vought F4U Corsair, Grumman F6F Hellcat, Grumman F8F Bearcat, а также бомбардировщики Martin B-26 Marauder и Douglas A-26 Invader. Многие серийные пассажирские самолёты 1950-х годов были также оборудованы этим двигателем: Дуглас ДС-6, самолёты фирмы Convair: CV 240 / 340 / 440, Martin 2-0-2 / 4-0-4.

## Модификации
За время производства «Р-2800 Дабл Уосп» было создано несколько модификаций:
- R-2800-9 мощностью 1491 кВт (2000 л. с.)
- R-2800-10 мощностью 1510 кВт (2026 л. с.)
- R-2800-10W мощностью 1640 кВт (2228 л. с.)
- R-2800-18W мощностью 1827 кВт (2482 л. с.)

## Тактико-технические данные
Тип: авиационный четырёхтактный поршневой радиальный 18-цилиндровый двухрядный двигатель внутреннего сгорания с воздушным охлаждением с нагнетателем или турбокомпрессором.
- Ход поршня: 152,4 мм
- Диаметр цилиндра: 146,0 мм
- Объём: 45,9 литров
- Мощность (номинальная): до 1840 кВт / 2500 л. с. (для последней модификации) при 2250 оборотов в минуту
- Максимальная скорость: 2800 оборотов в минуту
- Масса: 1068 кг (сухая)
- Соотношение масса/мощность: 0,43 кг / л. с
- Производство: 1939—1960 гг.

## Применение
- Brewster XA-32
- Breguet Deux-Ponts
- Canadair CL-215
- Canadair C-5 North Star
- Consolidated TBY Sea Wolf
- Convair 240, 340, and 440
- Curtiss P-60
- Curtiss XF15C
- Curtiss C-46 Commando
- Douglas A-26 Invader
- Douglas DC-6
- Fairchild C-82 Packet
- Fairchild C-123 Provider
- Grumman AF Guardian
- Grumman F6F Hellcat
- Grumman F7F Tigercat
- Grumman F8F Bearcat
- Howard 500
- Lockheed Ventura/B-34 Lexington/PV-1 Ventura/PV-2 Harpoon
- Lockheed XC-69E Constellation
- Martin B-26 Marauder
- Martin 2-0-2
- Martin 4-0-4
- North American AJ Savage
- North American XB-28
- Northrop XP-56 Black Bullet
- Northrop P-61 Black Widow
- Northrop F-15 Reporter
- Republic P-47 Thunderbolt
- Sikorsky CH-37 Mojave
- Sikorsky S-60
- Vickers Warwick
- Vought F4U Corsair
- Vultee YA-19B